# Ulrich Schamoni
Ulrich Schamoni (ur. 9 listopada 1939 w Berlinie, zm. 9 marca 1998 tamże) – niemiecki reżyser, scenarzysta i aktor filmowy i telewizyjny. Przedstawiciel tzw. Nowego Kina Niemieckiego lat 60. Autor kilkunastu filmów fabularnych, telewizyjnych i krótkometrażowych. Prywatnie brat reżysera Petera Schamoniego.
Jego fabularny debiut, Ono (1966), startował w konkursie głównym na 19. MFF w Cannes i zdobył pięć Niemieckich Nagród Filmowych, w tym za najlepszy film roku i reżyserię. Kolejny film Schamoniego, Jak co roku (1967), opowiadający o mieszczańskiej hipokryzji, otrzymał Srebrnego Niedźwiedzia – Nagrodę Specjalną Jury oraz Nagrodę FIPRESCI na 17. MFF w Berlinie.
Zmarł na raka w wieku 58 lat. Pochowany na berlińskim cmentarzu Waldfriedhof Zehlendorf.